# روزنه لاکمن

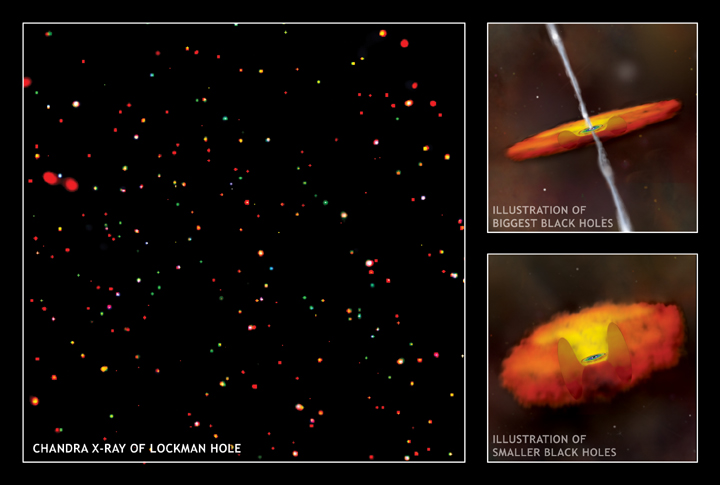
موزائیک رصدخانه پرتو ایکس چاندرا از منابع پرتو ایکس در روزنه لاکمن. Color (red 0.4–2.0 keV, green 2–8 keV, blue 4–8 keV). کد رنگ: انرژی (قرمز ۰٫۴–۲٫۰ کو، سبز ۲–۸ کو، آبی ۴–۸ کو). تصویردر هر طرف حدود ۵۰ دقیقه قوس است. Credit: X-ray: NASA/CXC/U. Wisconsin/A.Barger et al. ; Illustrations: NASA/CXC/M.Weiss.

روزنه لاکمن یا حفره لاکمن (انگلیسی: Lockman Hole) ناحیه‌ای از آسمان است که در آن کم‌ترین مقدار گاز هیدروژن خنثی (منطقه اچ ۱)؛ از منظر زمینی، مشاهده می‌شود. حفره لاکمن یک پنجرهٔ نسبتاً باز به روی اجرام دور است که آن را به منطقه‌ای جذاب از آسمان برای بررسی‌های نجوم رصدی تبدیل می‌کند. این روزنه در نزدیکی ستارگان نشانگر دب اکبر در صورت فلکی دب اکبر قرار دارد و اندازهٔ آن ۱۵ درجه مربع است.
روزنهٔ لاکمن به افتخار کاشف آن، ستاره‌شناس F. Jay Lockman نامگذاری شده‌است.

## مشاهده
میدان دید نسبتاً واضح ارائه شده توسط حفره لاکمن امکان استفاده از آن را برای مشاهده مناطق بسیار دور از کیهان را فراهم کرده‌است. مشاهدات دستگاه گیرندهٔ تصویربرداری طیفی و فتومتریک (SPIRE) روی تلسکوپ فضایی هرشل از روزنه لاکمن، هزاران کهکشان بسیار دور را به تصویر کشیده‌است که مانند آنگونه که ۱۰ تا ۱۲ میلیارد سال پیش بوده‌اند دیده می‌شوند.